# 海底47m 古代マヤの死の迷宮
『海底47m 古代マヤの死の迷宮』（原題:47 Meters Down: Uncaged）は2019年に公開された米英合作のパニック・ホラー映画である。監督はヨハネス・ロバーツ、主演はソフィー・ネリッセが務めた。本作は2017年に公開された映画『海底47m』の続編であるが、ストーリーの繋がり、連続性は無い。
なお、本作はシルベスター・スタローンの娘システィーン・スタローンのデビュー作でもある。また、ジェイミー・フォックスの娘コリーヌ・フォックスも出演し、2世俳優の共演となった。

## あらすじ
高校生のミアは、いじめに合うなど冴えない高校生活を送っていた。ミアは気弱な性格で、父親グラントの再婚相手の娘サーシャとの関係もぎくしゃくしていた。マヤ文明の遺跡を研究する考古学者のグラントは、2人の距離を縮めるため、週末に自身の研究場所近くで行われる、船中からサメを鑑賞する観光ツアーへの参加を姉妹に提案する。親友のアレクサとニコールとの先約があったサーシャだったが、ツアーへの参加を渋々受け入れる。
カリブ海につくと、アレクサ、ニコールはもっとスリリングなことをしようと、森の中でぽっかりと開いた大きなラグーンから、スキューバダイビングをすることに。
ラグーンから繋がる海底には、ミアの父グラントが調査する古代マヤ文明の海底遺跡があり、4人は海底47ｍの遺跡を探検する。そこで盲目の巨大ホオジロザメの襲撃を受け、グラントや助手のベン、アレクサ、ニコールと次々と仲間が盲目サメに喰われていく。
生き残ったミアとサーシャは、サメの襲撃、酸素残量、高速潮流など様々な困難に遭遇しながらも、協力しながら海底からの脱出を図る。

## キャスト
※括弧内は日本語吹き替え
- ソフィー・ネリッセ - ミア（上條沙恵子）
- コリーヌ・フォックス - サーシャ（安済知佳）
- ブリアンヌ・チュー（英語版） - アレクサ（澁谷梓希）
- システィーン・スタローン - ニコール（高橋雛子）
- ダヴィ・サントス（英語版） - ベン（樋山雄作）
- カイリン・ランボ - カール（柳生拓哉）
- ブレック・バッシンジャー（英語版） - キャサリン（安野希世乃）
- ジョン・コーベット - グラント（伊藤竜次）
- ニア・ロング - ジェニファー

## 製作
2017年9月8日、映画『海底47m』の続編『48 Meters Down』の製作が決定し、ヨハネス・ロバーツとアーネスト・リエラの続投が発表された。2018年12月10日、ソフィー・ネリッセ、システィーン・スタローン、コリーヌ・フォックス、ニア・ロングがキャスト入りした。
本作の主要撮影は2018年12月に始まり、2019年2月に終了した。撮影はドミニカ共和国やイングランドのバジルドンにあるスタジオで行われた。

## 公開・マーケティング
2017年10月26日、エンターテインメント・スタジオズが本作の全米配給権を獲得し、本作を2019年6月28日に全米公開する予定だとの報道があった。しかし、その日に封切られる『アナベル 死霊博物館』との競合を回避するため、公開日は同年8月16日に延期された。
2018年8月9日、本作のティーザー・トレイラーが公開されたが、その際、タイトルは『47 Meters Down: The Next Chapter』となっていた。2019年7月13日、本作のオフィシャル・トレイラーが公開された。8月2日、本作のファイナル・トレイラーが公開された。

## 興行収入
本作は『グッド・ボーイズ』、『Where'd You Go, Bernadette』、『アングリーバード2』、『カセットテープ・ダイアリーズ』と同じ週に封切られ、公開初週末に950万ドル前後を稼ぎ出すと予想されていたが、実際の数字は予想を若干下回るものとなった。2019年8月16日、本作は全米2853館で公開され、公開初週末に842万ドルを稼ぎ出し、週末興行収入ランキング初登場7位となった。この数字は前作の数字（1120万ドル）を下回るものでもあった。

## 評価
本作に対する批評家からの評価は平凡なものに留まっている。映画批評集積サイトのRotten Tomatoesには87件のレビューがあり、批評家支持率は44%、平均点は10点満点で4.54点となっている。サイト側による批評家の見解の要約は「『海底47m 古代マヤの死の迷宮』はサメの凶暴さを十分に活かせていないかもしれない。しかし、サメ映画のファンであれば、きっと気に入る作品である。」となっている。また、Metacriticには17件のレビューがあり、加重平均値は43/100となっている。なお、本作のCinemaScoreはC+となっている。